# آل علي (رماح)
آل علي، هي قرية من فئة (ب) تقع في محافظة رماح، والتابعة لمنطقة الرياض في السعودية. وتبعد آل علي عن محافظة رماح بمسافة تقارب () كم.